# Сан-Бенту (монастырь)
Монастырь Сан-Бенту (порт. Mosteiro de São Bento) находится в Largo de São Bento, в центре города Сан-Паулу, в Бразилии. Это одно из самых важных исторических мест в городе.
Он входит в одну группу с Basílica Abacial de Nossa Senhora da Assunção, Colégio de São Bento и Faculdade de São Bento. Монахи живут в монастыре, совершают ежедневные службы, где они всегда готовы принять молящихся, страждущих и тех, кто находится в духовном поиске, а также монахи готовы исповедать их.
Монастырь принадлежит дону аббату Матиасу Толентину Брага, который в мае 2007 приютил папу Бенедикта XVI, когда тот впервые посетил Бразилию.